# Kanubek Osmonaliev
Kanubek Osmonaliev   (Beixeke, 19 de novembre de 1953) és un aixecador de peses kirguís que va competir sota bandera soviètica a finals dels anys setanta i principis dels vuitanta.
El 1980 va prendre part en els Jocs Olímpics d'Estiu de Moscou, on va guanyar la medalla d'or en la categoria del pes mosca del programa d'halterofília.
En el seu palmarès també destaquen quatre medalles d'or consecutives al Campionat del món d'halterofília entre 1978 i 1981 i dues medalles d'or al Campionat d'Europa d'halterofília, el 1978 i 1981. També guanyà el campionat soviètic del pes mosca el 1978 i el 1980.
Es retirà el 1981, passant a exercir tasques d'entrenador d'halterofília. El 1986 fou l'entrenador en cap de la selecció soviètica i de 1991 a 2006 ho fou de l'equip nacional d'halterofília del Kirguizistan. Posteriorment ha estat president de la Federació d'Halterofília del Kirguizistan.